# Carrer d'Horta
El carrer d'Horta, inicialment anomenat carrer Major, és una via del barri d'Horta de Barcelona.

## Història i descripció
Cap el 1870 les terres de can Mariner van començar a parcel·lar-se i la vila d'Horta va començar a formar-se al voltant de la plaça Major, actual plaça de Santes Creus. Anava des de la riera d'Horta (actual carrer del Tajo), prop de la plaça Major, fins a la porta d'entrada de can Marcet, als camps de can Travi, prop de l'església vella de Sant Joan d'Horta. L'annexió del municipi d'Horta a la ciutat de Barcelona el 1904, motivà que el 1907 es canviés a l'actual.
Era un carrer estret, sense asfaltar, amb cases de 2 plantes. Quan plovia l'aigua el deixava en condicions lamentables, i quan les bugaderes buidaven els safareigs, l'aigua bruta baixava carrer avall per anar a parar a la riera, fet que provocava queixes contínues de la població.

## Llocs d'interès

### Bodega Can Massana
Al començament del carrer, al núm. 1, hi ha la bodega Can Massana, que el matrimoni Martí-Bartomeus obrí el 1930. Tothom l'anomenava can Ripollet pel fet que la mestressa procedia d'aquest poble. Quan Francisco Martí va emmalaltir, va traspassar el local a Pere Massana, procedent de Sant Pau d'Ordal, nucli agregat a Subirats, Alt Penedès. És una taverna vuitcentista, al servei de la gent treballadora i de les classes modestes. A l'antigor a la llinda de la porta hi havia una branca de pi penjada cap per avall, com a senyal de vendre-hi vi.

### Font i torre d'aigua
A la cruïlla dels carrers d'Horta i de la Galla hi ha una font pública, que estava alimentada pel pilar repartidor que té al costat, amb aigua procedent de la mina de can Travi. Actualment l'aigua que hi brolla és de xarxa.

### Plaça d'Eivissa
Tot i que inicialment el carrer Major no estava connectat directament amb la plaça del Mercat, actual plaça d'Eivissa, a inicis del segle XX es van connectar amb l'enderroc d'algunes cases.

### Can Mariner
És una masia del segle xi situada a la cruïlla dels carrers d'Horta i el del Vent. L'any 1200 els senyors d'Horta (de can Cortada) la van donar a Bernat Ferrer i la seva muller Guillermina per a cultivar les terres, a canvi de donar les delmes a la capella de Sant Joan, per aconseguir que aquesta tingués el títol de parròquia. La parcel·lació de les seves terres cap a 1870 va propiciar la creació del carrer d'Horta. Des del 2008 és una biblioteca pública.

### Bodega can Vallhonesta
Els Vallhonesta era una família de Granollers. Als anys 1930 es traslladaren a viure a la casa pairal que tenien a Horta, can Papanaps, al costat del Laberint d'Horta, i van obrir una botiga de vins i licors al carrer d'Horta, número 48, a tocar de can Mariner, que va estar oberta fins al 1952.

### Pastisseria can Mayol
La pastisseria can Mayol va ser fundada el 1854 per Gabriel Mayol i Molins al carrer d'Horta, i el 1910 el seu fill Andreu la traslladà al número 61, a la cantonada amb el carrer Baix de Mariner. Al principi, la confiteria venia també comestibles, espècies, drogues, olis i sabons. Amb els anys va deixar de ser drogueria, l'anomenaven ca l'Adroguer Vell, per especialitzar-se en pastisseria. L'establiment va tancar el 2016 per manca de relleu generacional.

### Campanar d'Horta
Al núm. 65 hi ha l'edifici de la Caixa, construït el 1949, amb la torre del rellotge en substitució de l'anterior campanar del 1845 de l'escorxador d'Horta, conegut per la torre de les Noies, ja que per sufragar les campanes de bronze l'Ajuntament d'Horta va destinar-hi un llegat que dotava a les fadrines d’humil condició que es casaven, amb una unça d'or.

### Ca la Sínia
Ca la sínia era una masia situada a la confluència dels carrers d'Horta i de Jerez, al costat de can Travi Vell. Actualment hi ha l'avinguda de l'Estatut de Catalunya.

### Creu de terme d'Horta
L'antiga creu de terme d'Horta estava situada a la part alta del carrer d'Horta, prop de l'entrada de can Marcet. Era de ferro, i va ser destruïda en la Bullanga de 1835. Va ser substituïda per una de nova, que també va ser destruïda al començament de la Guerra Civil espanyola, el juliol de 1936. El 1952 s'inaugurà la creu actual, al capdamunt del carrer de Campoamor.